# Pilaria hypermeca
Pilaria hypermeca là một loài ruồi trong họ Limoniidae. Chúng phân bố ở miền Cổ bắc.

## Tìm thấy
Pilaria hypermeca được phát hiện lần đầu tiên tại khu vực quanh núi Kinabalu ở Malaysia.